# Digonocryptus pulchripes
Digonocryptus pulchripes är en stekelart som först beskrevs av Cameron 1886.  Digonocryptus pulchripes ingår i släktet Digonocryptus och familjen brokparasitsteklar. Inga underarter finns listade i Catalogue of Life.